# Demi Live! Warm Up Tour
Il Demi Live! Warm Up Tour fu il primo tour di Demi Lovato, si svolse nell'estate del 2008, più una data a dicembre, prima che lei andasse in tour con i Jonas Brothers nel loro Burnin' Up Tour. Ogni tanto viene nominato come l'"House of Blues Tour". Durante il tour, lei promosse il suo album di debutto Don't Forget. Il tour iniziò il 1º giugno 2008 e terminò il 21 dicembre 2008, per un totale di 17 shows. Il tour ha incassato 1.4 milioni di $.

## Broadcast e Registrazioni
Quando Demi si esibì al Gramercy Theater di New York City, lo show fu registrato e pubblicato su Don't Forget, come un contenuto speciale.

## Setlist
1. That's How You Know
2. The Middle
3. Daydream (canzone inedita)*
4. Party
5. Don't Forget
6. This Is Me
7. Gonna Get Caught
8. Two Worlds Collide
9. La La Land
10. Until You're Mine
11. Get Back

- Nota: La canzone "Daydream" fu originalmente registrata da Avril Lavigne, che però la concesse alla Lovato, che però non la incluse nell'album. D'altro canto fu inclusa nella scaletta del tour. La canzone appare nell'album Sparks Fly di Miranda Cosgrove.

## Date del Tour
| Data             | Città          | Paese                 | Luogo                                      |
| ---------------- | -------------- | --------------------- | ------------------------------------------ |
| Nord America     |                |                       |                                            |
| 1º giugno 2008   | Hershey        | Stati Uniti d'America | Hersheypark                                |
| 8 giugno 2008    | Austell        | Stati Uniti d'America | Six Flags Over Georgia                     |
| 9 giugno 2008    | Orlando        | Stati Uniti d'America | House of Blues                             |
| 13 giugno 2008   | New Orleans    | Stati Uniti d'America | House of Blues                             |
| 15 giugno 2008   | Eureka         | Stati Uniti d'America | Six Flags St. Louis                        |
| 17 giugno 2008   | Cleveland      | Stati Uniti d'America | House of Blues                             |
| 18 giugno 2008   | Syracuse       | Stati Uniti d'America | Palace Theatre                             |
| 19 giugno 2008   | Upper Marlboro | Stati Uniti d'America | Six Flags America                          |
| 22 giugno 2008   | Gurnee         | Stati Uniti d'America | Six Flags Great America                    |
| 24 giugno 2008   | Farmingdale    | Stati Uniti d'America | The Crazy Donkey                           |
| 26 giugno 2008   | Agawam         | Stati Uniti d'America | Six Flags New England                      |
| 17 luglio 2008   | Jackson        | Stati Uniti d'America | Six Flags Great Adventure                  |
| 28 luglio 2008   | New York       | Stati Uniti d'America | Blender Theatre at Gramercy                |
| 29 luglio 2008   | New York       | Stati Uniti d'America | Blender Theatre at Gramercy                |
| 31 luglio 2008   | Arlington      | Stati Uniti d'America | Six Flags Over Texas                       |
| 2 settembre 2008 | State College  | Stati Uniti d'America | Bryce Jordan Center                        |
| 21 dicembre 2008 | San Juan       | Porto Rico            | Coliseo de Puerto Rico José Miguel Agrelot |